# Marinella (cantante 1938)
Kyriaki Papadopoulou, nota come Marinella (in greco Μαρινέλλα; Salonicco, 19 maggio 1938), è una cantante e attrice greca.
Ha rappresentato la Grecia all'Eurovision Song Contest 1974. Ha recitato in diversi film tra cui Sono una femmina! (1966) e I Timoria (1965).